# همه (ترانه لاجیک)
«همه» تک‌آهنگی از هنرمند اهل ایالات متحده آمریکا لاجیک از آلبومی به همین نام است که در ۳۱ مارس ۲۰۱۷ منتشر شد. این ترانه در فیلم نفرتی که تو می‌کاری استفاده شد.